# Antonin Dusserre
 (juillet 2018).
Si vous disposez d'ouvrages ou d'articles de référence ou si vous connaissez des sites web de qualité traitant du thème abordé ici, merci de compléter l'article en donnant les références utiles à sa vérifiabilité et en les liant à la section « Notes et références ».
Antonin Dusserre, né à Carbonnat, aujourd'hui dans Arpajon-sur-Cère le 3 novembre 1865 où il est mort le 16 novembre 1927, est un écrivain français

## Biographie
Antonin Dusserre reçoit une éducation de paysan dans son village de Carbonnat dans le Cantal. Il apprécie l'école et aime l'écriture. Il apprend l'anglais. Pour subvenir à ses besoins, il fait le choix de devenir journalier dans les fermes du voisinage. En 1902, il perd un œil en élaguant un arbre, ce qui l'oblige à arrêter son métier. Il s'installe alors dans la maison familiale de Carbonnat et envisage de vivre de sa plume. Le succès devra attendre 1911, lorsqu'il rencontre Marguerite Audoux alors que l’écrivaine passe des vacances à Arpajon-sur-Cère. Elle l’aide à trouver un éditeur pour son roman Jean et Louise. Le livre est d’abord publié par un éditeur anglais, dans le Daily Express, après une traduction de John Raphaël. Le roman est repris dans L'Illustration les 8 et 22 novembre 1913 et sera publié en volume en France chez Calmann-Levy en 1914,. Après 1925 sa cécité va s’aggraver et le laisser sans ressource. 
Il meurt en 1927.

## Style
Il écrivait en français mais également en occitan-auvergnat, dans le dialecte haut-auvergnat parlé dans le sud de l’Auvergne,
La doctrine considère qu'Antonin Dusserre s'inscrit dans le courant littéraire des écrivains paysans, incarné par Émile Guillaumin,. Il est d'ailleurs présenté comme un écrivain de la terre lors de la publication de Jean et Louise dans L'Illustration en 1913 : « La Petite Illustration commence aujourd'hui la publication de Jean et Louise, l'œuvre d'un paysan d'Auvergne dont les premiers écrits nous ont été révélés par la Semaine Auvergnate. Antonin Dusserre, l'auteur de ce roman rustique, est né à Carbonnat, sur la Cère, le 2 novembre 1865. Il a toujours vécu dans sa maison natale, une très modeste demeure des champs, composée d'un rez-de-chaussée et d'un grenier. Deux pièces suffisent au logement: la première est la cuisine. Antonin Dusserre travaille dans la seconde, près de la fenêtre, devant les prairies qu'arrose la Cère. C'est là qu'il a appris tout seul le latin, l'anglais, l'allemand, l'espagnol, et qu'il a écrit Jean et Louise. M. John Raphaël, le distingué traducteur de ce roman que le grand public anglais aura connu avant nous, va d'ailleurs nous présenter avec plus de détails l’œuvre et l'auteur dans l'article suivant: Le frais roman d'Antonin Dusserre, Jean et Louise, est l’œuvre d'un silencieux, d'un homme de la terre, un vrai, dont les paroles ne sortent qu'avec une petite honte, que la vue de ses propres pensées, habillées d'encre, rend un peu craintif, et qui exprime de belles choses avec la rusticité un peu gauche de son langage endimanché ».

## Œuvres
- Les sœurs Danglard, rédigé en 1904, publié au Cantal républicain en 1925.
- Jean et Louise, 1914 Calmann-Levy, Réédition 2015, Marivole.
- L’Inutile appel d’un grand’père, La Musette, journal du Cantal, 1910
- Le départ de l’émigrant, La Musette, journal du Cantal.
- Le Tocsin sur la vallée, Le Cantal Républicain, 1930, préf. de M. Louis Farges.
- Una famusa pascada, publiée dans le journal local La Cabratta